# Marcel Aregger
Marcel Aregger (ur. 26 sierpnia 1990 w Unterägeri) – szwajcarski kolarz szosowy, zawodnik profesjonalnej grupy IAM Cycling

## Najważniejsze osiągnięcia
2010
- 7. miejsce w Rund um den Finanzplatz Eschborn-Frankfurt

2011
- 1. miejsce w Mistrzostwach Szwajcarii (start wspólny)
- 8. miejsce w Mistrzostwach Szwajcarii (ITT)
- 8. miejsce w Sparkassen Giro

2012
- 9. miejsce w Paryż-Troyes

2014
- 8. miejsce w Mistrzostwach Szwajcarii (ITT)

2015
- 7. miejsce w Mistrzostwach Szwajcarii (ITT)